# 308798 Teo
308798 Teo este o planetă minoră (asteroid), cu un diametru de 3,029 km, din centura de asteroizi. A fost descoperită pe 26 august 2006 la Observatorio de La Cañada⁠(d) de Juan Lacruz⁠(d). 
Obiectul prezintă o orbită caracterizată de o semiaxă mare de 2,6507964744734 UAi, o excentricitate de 0,19, o înclinație de 11,7 ° în raport cu ecliptica.